# 苏州日报
《苏州日报》，是中国共产党苏州市委员会的机关报，创刊于1949年7月1日。最初名為新蘇州報，1961年2月19日更名為蘇州工農報，1971年9月1日停刊。1979年4月27日復刊並更名為蘇州報。1986年1月1日起改為日報。1987年改名為蘇州日報。